# Останній етап
Останній етап (пол. Ostatni Etap) — польський художній фільм (1948) режисером і співавтором якого є Ванда Якубовська, зображуючи її досвід в Освенцімі концентраційного табору під час Другої світової війни .
Цей фільм був однією з ранніх кінематографічних спроб описати Голокост, і його досі широко цитують наступні режисери, включаючи Стівена Спілберга у «Списку Шиндлера» .

## Сюжет
Марта Вайс (Барбара Драпінська), польська єврейка, прибуває на вагонах для худоби до концтабору Освенцім. Перебуваючи там, вона привертає увагу охоронців, оскільки вона є багатомовною і працює перекладачем. Коли вона запитує про фабрику в таборі, один з ув'язнених повідомляє їй, що це крематорій і що решта її родини, ймовірно, була вбита. Персонаж Марта Вайс базується на справжньому житті Мала Зімебаум.
У бараках багато жінок вмирають і хворіють. Євгенія, в'язень і лікар, намагається з усіх сил надавати їм допомогу, але не може зробити багато, оскільки запаси обмежені. Жінки дізнаються, що до табору приїжджає міжнародна комісія, яка спостерігає за умовами ув'язнених. Євгенія вивчає кілька ключових фраз німецькою мовою і здатна сказати спостерігачам, що все, що вони бачать, це брехня, і люди вмирають. На жаль, командири кажуть спостерігачам, що Євгенія психічно хвора.
На зміну Євгенії приходить Лалунія, полячка, яка стверджує, що її помилково зібрали і яка каже, що вона лікар, хоча насправді вона лише дружина фармацевта. Однак замість того, щоб давати ліки жінкам табору, вона розподіляє їх серед Капо в обмін на розкіш, як одяг та парфуми. Помічник медсестер обшукує її кімнату та конфіскує ліки, що залишилися. Пізніше Лалунія передає помічника і вбиває її після виявлення повідомлень, які вона писала про те, що росіяни наступають.
Тим часом Марта може тимчасово врятуватися, щоб переправити інформацію про табори передавачу опору. Коли її повертають до табору, її катують, а потім засуджують до смерті через повішення. В'язень звільняє її зап'ястя і передає їй ніж, перш ніж вона помре, і вона повідомляє табору, що приїжджають росіяни, і рубає обличчя нацистського полководця, який її катував. Перш ніж охорона зможе помститися, над головою почуються літаки, і Марта розуміє, що росіяни прийшли їх звільнити.

## Випуск
Фільм виграв « Кришталевий глобус» на Міжнародному кінофестивалі в Карлових Варах у 1948 році, а також був номінований на Велику міжнародну премію на Венеціанському кінофестивалі в 1948 році та на премію BAFTA за найкращий фільм з будь-якого джерела в 1950 році.